# Дамдінов Микола Гармайович
Микола Гармайович Дамді́нов (нар. 6 січня 1932, Угнасай — пом. 12 грудня 1999, Улан-Уде) — бурятський поет, перекладач та публіцист; член Спілки письменників СРСР з 1958 року, голова правління Спілки письменників Бурятії.

## Біографія
Народився 6 січня 1932 року в улусі Угнасай Баргузинського аймаку Бурят-Монгольської АРСР СРСР (нині Курумканський район Бурятії, Росія). У 1951 році із золотою медаллю закінчив Республіканську середню школу № 18 (нині Республіканський національний бурятський ліцей-інтернат № 1) та вступив до Літературного інституту імені Максима Горького у Москві, який закінчив 1956 року.
Був головним редактором журналу «Байгал»/«Байкал». Член КПРС з 1962 року. Обирався депутатом Веховної Ради СРСР 10-го скликання (1979—1984). 1985 року обраний депутатом, а потім і Головою Верховної Ради Бурятської АРСР. Наприкінці 1980-х років став членом Комітету з Ленінських та Державних премій СРСР при Раді Міністрів СРСР.
Помер в Улан-Уде 12 грудня 1999 року.

## Творчість
Писав бурятською та російською мовами. Автор:
збірок віршів
- «Баргузин» (1955);
- «Сосни гудуть» (1958);
- «Дорожнє щастя» (1962);
- «Чотири неба» (1965);
- «Квітень» (1973);
- «На цій планеті» (1979);

поем
- «Гроза» (1959);
- «Ім'я батька» (1960);
- «Пісня про Доржі Банзарова» (1976);

п'єс
- «Давня справа» (1967—1968);
- «Ковалі перемоги» (1971).

Також написав драматичну поему «Перстень декабриста» (1981), кіносценарій до фільму «Пора тайгового проліска» (1958), видав збірку літературно-критичних статей «Межі поезії» (1962). У статті «…Розсипаючи, мов перли, слова» (1970) писав про особливості реалізму й поетики «Слова о полку Ігоревім».
Працював у галузі художнього перекладу, зокрема бурятською мовою перекладав твори Олександра Пушкіна, Михайла Лермонтова. Окремі вірші поета українською мовою переклали Степан Литвин і Микола Томенко.

## Відзнаки
- Державна премія Бурятської АРСР (1970)[2];
- Народний поет Бурятської АРСР з 1973 року;
- Державна премія РРФСР імені Максима Горького (1975; за книги віршів та поем: «Чотири неба», 1965 та «Квітень», 1973).

## Вшановання
- У 2002 році на будинку по вулиці Ранжурова в Улан-Уде, де жив Микола Дамдінов, було відкрито меморіальну дошку.
- У 2002 році за розпорядженням Уряду Республіки Бурятії для підтримки молодих письменників та поетів було засновано Державну премію імені Миколи Дамдінова.